# Прапор Сатанова
Прапор Са́танова — прапор селища міського типу Сатанів Городоцького району Хмельницької області. Затверджений 21 лютого 2018р. рішенням №21/26-2018 сесії селищної ради. Автор - П.Б.Войталюк.

## Опис
Квадратне полотнище складається з трьох горизонтальних смуг червоного, білого і зеленого кольорів, розділених хвилясто (6:1:2). У центрі червоної смуги на чорній цегляній кладці щиток: у синьому полі до древка скаче жовтий олень із білими рогами і копитами. В центрі зеленої смуги жовтий ключ голівкою вліво. 